# 2. Masarykův okruh 1931
Druhý závod automobilů typu Grand Prix na Masarykově okruhu u Brna se uskutečnil v neděli 27. září 1931.  Tento závod byl 28. podnikem sezóny Grand Prix 1931, nebyl však zařazen do oficiálního mistrovství Evropy automobilů 1931. Ten tvořily Grand Prix Francie, Itálie a Belgie tzv. závody Grandes Épreuves (velké zkoušky). Brněnský závod však byl zařazen do mezinárodního kalendáře AIACR a zařadil se tak k nejprestižnějším závodům.

## Startující vozy a jezdci
V II. ročníku závodu startovalo v silnější kategorii nad 1,5 l 16 vozů, ve slabší kategorii do 1,5 l jedenáct účastníků. Za favority byli považováni Nuvolari na Alfě Romeo Monza, Caracciola a Stuck na Mercedesech SSKL. Celkový vítěz hlavního závodu měl převzít putovní pohár, který byl pojmenován po prvním prezidentovi Československé republiky Tomáši Garrigue Masarykovi (von Morgen vítěz 1. ročníku pohár řádně předal organizátorům) plus finanční odměnu 80 000 Kč a zlatý odznak ČAMS. Za druhé místo byla vypsána odměna 40 000 Kč a za třetí 20 000, plus zlatý odznak ČAMS pro každého.
Startující vozy a jezdci silnější skupiny

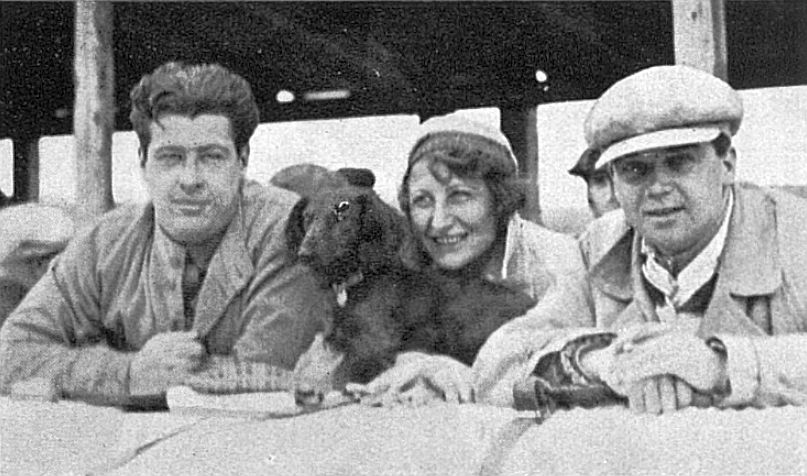
V depu před 2. Masarykovým okruhem Rudolf Caracciola, jeho manželka Charlotte, jejich jezevčík a Jiří Kristián Lobkowicz (zprava), Brno 1931

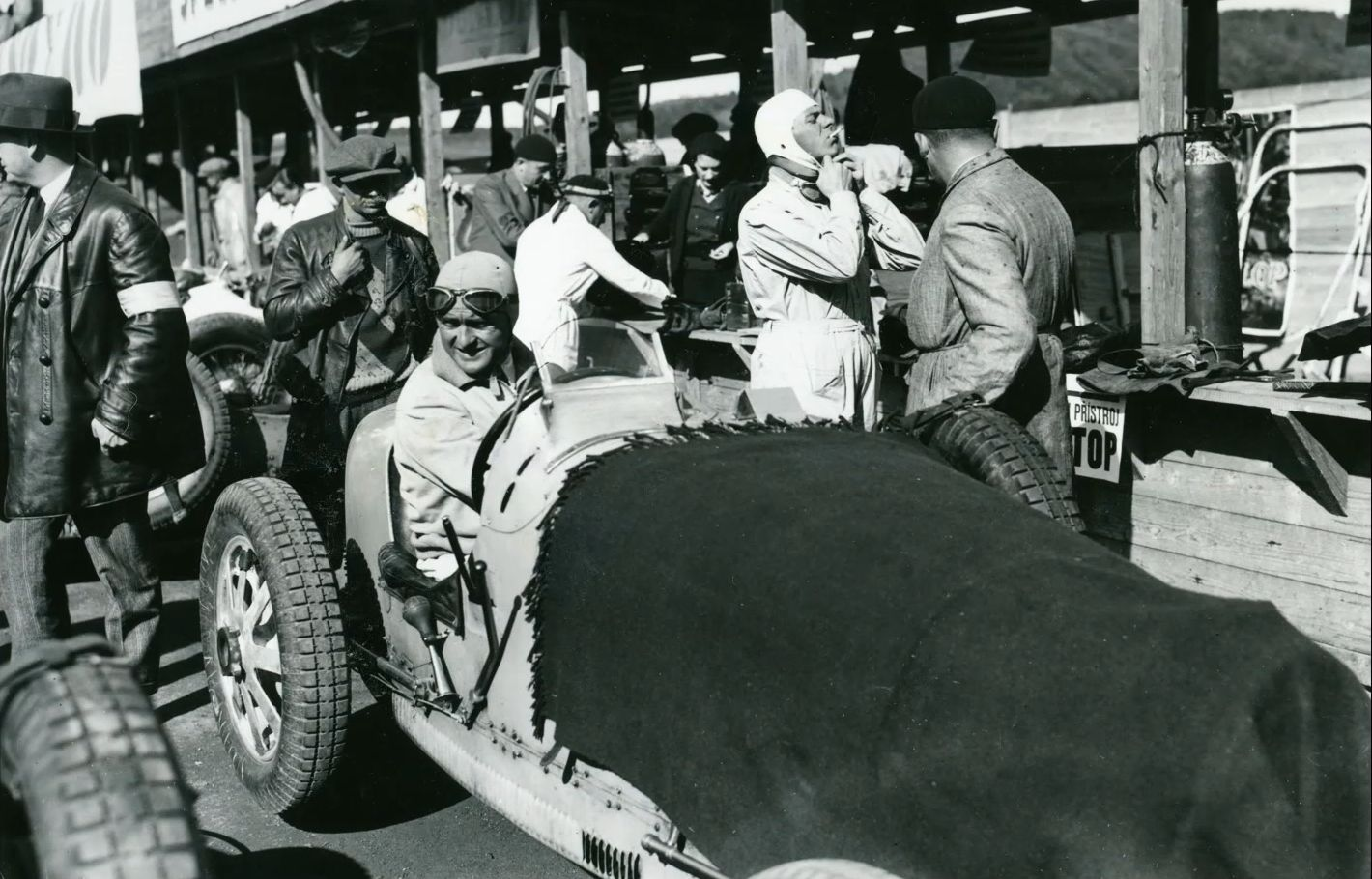
Louis Chiron (Bugatti T51), pozdější vítěz závodu na Masarykově okruhu. Vpravo vedle vozu stojí Achille Varzi (Bugatti T51) s nezbytnou cigaretou v koutku úst

| St. č. | Jezdec                  | Stáj                       | Značka a typ vozu        | Zdvihový objem (l) |
| ------ | ----------------------- | -------------------------- | ------------------------ | ------------------ |
| 2      | Tazio Nuvolari          | Scuderia Ferrari           | Alfa Romeo 8C 2300 Monza | 2,3                |
| 4      | Baconin Borzacchini     | Scuderia Ferrari           | Alfa Romeo 8C 2300 Monza | 2,3                |
| 6      | Eugenio Siena           | Scuderia Ferrari           | Alfa Romeo 8C 2300 Monza | 2,3                |
| 8      | Jiří Kristián Lobkowicz | J. K. Lobkowicz            | Bugatti Type 51          | 2,3                |
| 10     | H.-J. von Morgen        | Heinrich-Joachim v. Morgen | Bugatti Type 51          | 2,3                |
| 12     | Hermann zu Leiningen    | princ H. zu Leiningen      | Bugatti T35C             | 2,0                |
| 16     | Luigi Fagioli           | Officine Alfieri Maserati  | Maserati 26M (8C 2800)   | 2,8                |
| 18     | Ernesto Maserati        | Officine Alfieri Maserati  | Maserati 26M (8C 2800)   | 2,8                |
| 20     | Rudolf Caracciola       | R. Caracciola              | Mercedes-Benz SSKL       | 7,1                |
| 24     | Marcel Lehoux           | M. Lehoux                  | Bugatti Type 51          | 2,3                |
| 28     | Louis Chiron            | L. Chiron                  | Bugatti Type 51          | 2,3                |
| 30     | Jan Kubíček             | J. Kubiček                 | Bugatti T35B             | 2,3                |
| 34     | Hans Stuck              | H. Stuck                   | Mercedes-Benz SSKL       | 7,1                |
| 36     | Achille Varzi           | A. Varzi                   | Bugatti Type 51          | 2,3                |
| 38     | Josef Šťastný           | J. Šťastný                 | Bugatti T35B             | 2,3                |
| 44     | Tivadar Zichy           | hrabě T. Zichy             | Bugatti T35C             | 2,0                |

## Startovní rošt
| 1. řada  | Pos. 1                  |                           | Pos. 2                        |
| -------- | ----------------------- | ------------------------- | ----------------------------- |
|          | 16 Fagioli (Maserati)   |                           | 4 Borzacchini (Alfa Romeo)    |
| 2. řada  |                         | Pos. 3                    |                               |
|          |                         | 36 Varzi (Bugatti)        |                               |
| 3. řada  | Pos. 4                  |                           | Pos. 5                        |
|          | 2 Nuvolari (Alfa Romeo) |                           | 20 Caracciola (Mercedes-Benz) |
| 4. řada  |                         | Pos. 6                    |                               |
|          |                         | 28 Chiron (Bugatti)       |                               |
| 5. řada  | Pos. 7                  |                           | Pos. 8                        |
|          | 24 Lehoux (Bugatti)     |                           | 10 Von Morgen (Bugatti)       |
| 6. řada  |                         | Pos. 9                    |                               |
|          |                         | 8 Lobkowicz (Bugatti)     |                               |
| 7. řada  | Pos. 10                 |                           | Pos. 11                       |
|          | 18 Maserati (Maserati)  |                           | 34 Stuck (Mercedes-Benz)      |
| 8. řada  |                         | Pos. 12                   |                               |
|          |                         | 12 zu Leiningen (Bugatti) |                               |
| 9. řada  | Pos. 13                 |                           | Pos. 14                       |
|          | 44 Zichy (Bugatti)      |                           | 38 Šťastný (Bugatti)          |
| 10. řada |                         | Pos. 15                   |                               |
|          |                         | 30 Kubiček (Bugatti)      |                               |

## Průběh závodu

### Vozy nad 1500 ccm
Dne 27. září 1931 uspořádal Československý automobilový klub pro Moravu a Slezsko (ČAMS) na Masarykově okruhu u Brna druhý ročník mezinárodního závodu automobilů. Závod soustředil vynikající konkurenci ze zahraničí, k níž se přidružilo několik československých jezdců, z nichž někteří hráli v závodu významnou roli a docílili dobrých výsledků. Návštěva byla skvělá, podle odhadu 130 000 až 150 000 diváků (platících byla zhruba polovina). Přijeli nejen z celého Československa, ale také z Maďarska, Rakouska, Německa, Francie, Itálie a Polska. Po dnech deště bylo nedělní ráno chladné, větrné ale jasné. Někteří přihlášení jezdci do Brna nepřijeli, mezi nimi např. Manfred von Brauchitsch s Mercedesem-Benz SSKL (st. č. 26) nebo v roce 1930 druhý Ernst Günter Burggaller s Bugatti T35B (st. č. 14).

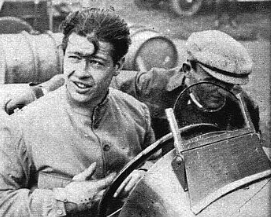
Jiří Lobkowicz na Bugatti Type 51, Masarykův okruh (1931)

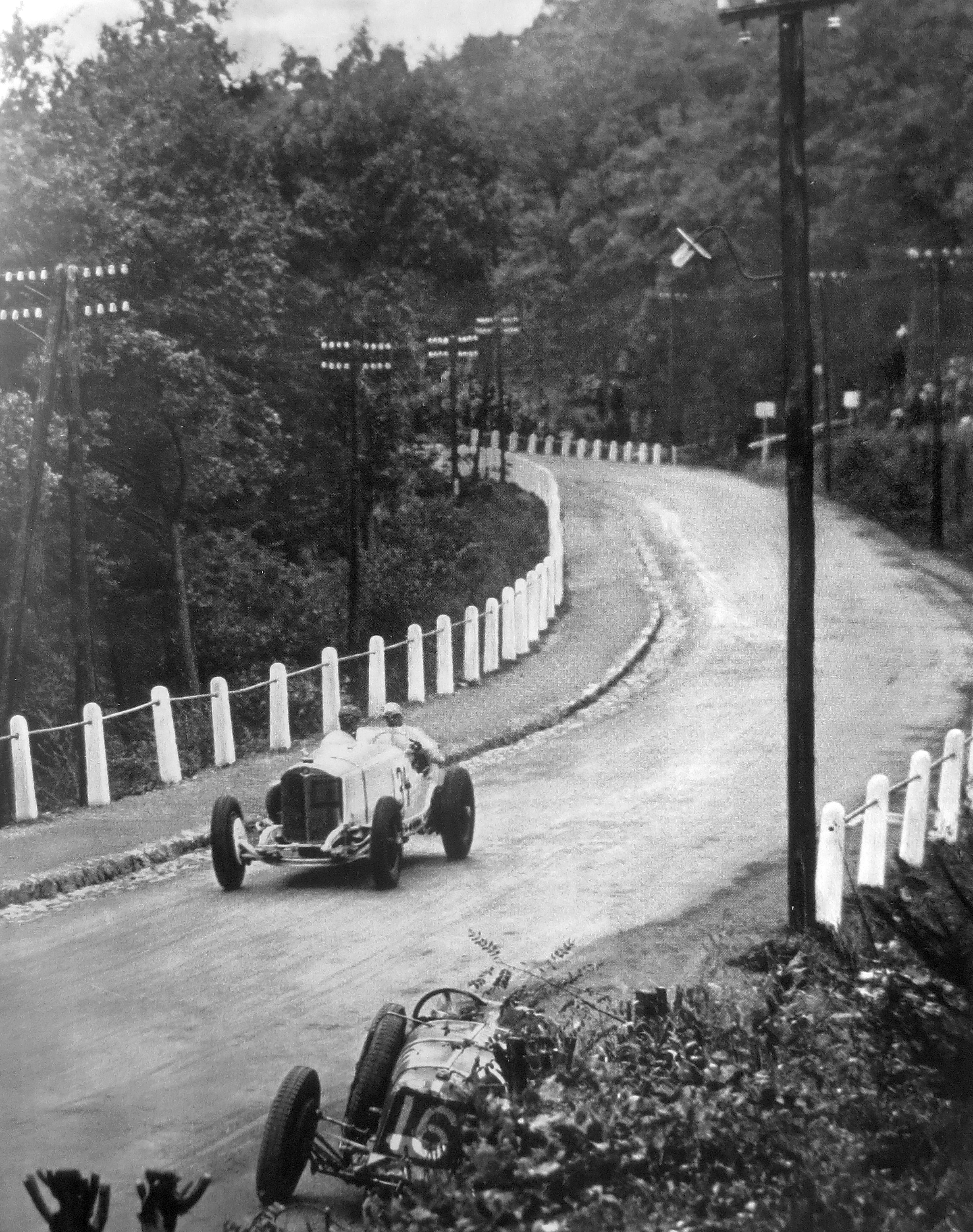
Hans Stuck, Mercedes-Benz SSKL, Masarykův okruh Brno (1931). V klesání od Nového Lískovce do Pisárek míjí havarovaný vůz Maserati Fagioliho.

Do vlastního závodu "nejlépe" odstartoval z 5. řady loňský vítěz von Morgen, aniž by počkal na mávnutí praporku Eliškou Junkovou. Přestože se na startu "ulil" o 5 vteřin, neudržel vedení ani v 1. kole. Před zatáčkou k Novému Lískovci promeškal vhodný okamžik ke zpomalení a pokračoval rovně v jízdě směrem k Brnu. Jiný zdroj uvádí, že bylo o pár kilometrů dál, v Pisárkách před ostrou zatáčkou doleva. Než se otočil a vrátil na trať, předjela ho celá smečka. Po 1. kole tak k překvapení všech na tribunách, kde přihlíželi i ministři František Staněk a Karel Engliš, vedli čtyři Italové: Fagioli na červeném Maserati, který dokončil první kolo v čase 15:11,40 min před Borzacchinim o šest vteřin, Varzim o dalších 16 vteřin. Dále projeli cílem 1. kola Nuvolari, Caracciola, Chiron, Lehoux, von Morgen, Lobkowicz a jako 10. E. Maserati.

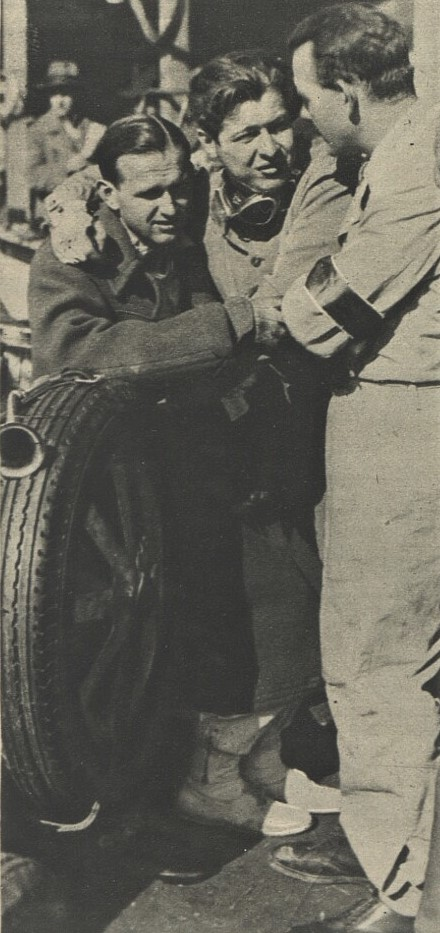
Jiří Lobkowitz podpírán bratry Jiřím a Zdeňkem Pohlovými (Masarykův okruh 1931)

Hned na začátku 2 kola mezi 2. a 3. kilometrem došlo ve vedoucí skupině ke kolizi, která rázem vyřadila tři z nejrychlejších. V tu chvíli byl patrně Borzacchini z 2. místa již na prvém, takže do kolize nebyl zapleten. Za ním "ďábelsky rychle" jedoucí Fagioli zavadil o dřevěnou lávku zřízenou pro přecházení trati a poškodil si vůz. U mostku přerazil sloupek, který pak padl s několika prkny na silnici. Za ním těsně jedoucí Nuvolari se nemohl již vyhnout a stejně tak najel do toho i Varzi, který jej následoval. Výsledek toho byl: Fagioli dojel jen za Nový Lískovec a v klesání do Pisárek vůz odstavil na krajnici, Nuvolariho vůz neschopen jízdy s poškozenou zadní nápravou, Varziho tak poškozen, že byť nouzově opraven (ohnutá přední náprava) ujel ještě tři kola ujel a pak i on odpadl. Caracciola se také při vyhýbání překážce ocitl v příkopě, kde si zlomil tlumič a později se špatně ovladatelným vozem také odstoupil. Nehoda skončila pro jezdce na štěstí bez nejmenšího zranění, závod však oloupila o tři piloty, kteří by byli závodu dali mnohem zajímavější a napínavější průběh, než jej měl bez nich. Silný náraz natolik porušil statiku dřevěné konstrukce, že na kritické místo byli povolání hasiči, kteří pak provizorní podpěrou podpírali dřevěný můstek až do konce závodu. Borzacchini předal v osmém kole svůj vůz Alfa Romeo Nuvolarimu na druhé pozici, ale ambice obou rychlých Italů zhatila porucha zapalování.
Chiron tak měl takřka volné pole před sebou a ujal se v dalším průběhu 2. kola vedení, které až do cíle 17. kola neopustil. Udržoval své vedoucí místo, stále a stále zvětšoval odstup od ostatních. V cíli byl pozdravován jásajícím až k šílenství rozradostněným publikem. Zvítězil v čase 4:12:07,5 h a v průměrné rychlosti 117,9 km/h. Zaznamenal i nejrychlejší kolo závodu časem 14:24,8 min v průměrné rychlosti 121,3 km/h (rekord tratě). Druhý - v podstatě - o kolo zpět dojel na Mercedesu Hans Stuck a třetí skončil von Morgen na Bugatti. Čestnou cenu za nejlepší čas v 7. kole, které se jelo na paměť Čeňka Junka, získal L. Chiron.
Na vynikajícím 4. místě dojel Jiří Kristián Lobkowicz. V prvních kolech závodu se pohyboval mezi 6.–9. místem, v polovině závodu si polepšil na 6. místo, v 9. kole na 5., v 16. kole byl již 4. a na tomto místě i závod ukončil v čase 4:33:50,5 hod., tzn. v průměrné rychlosti 108,5 km/hod.  Získal řadu cen: jako 4. klasifikovaný po nejlepších časech dne získal první cenu této skupiny, peněžitou cenu 15 000 Kč, stříbrnou plaketu a na rok mu za nejlepší výkon československého jezdce byla propůjčena čestná putovní cena Elišky Junkové. Sportovní komise Autoklubu Republiky Československé ho vyznamenala za skvělý výkon na Masarykově okruhu a udělila mu koncem roku 1931 svůj zlatý odznak. Bez absolvování plných 17 kol dojeli H. zu Leiningen a T. Zichy. Další jezdci nedojeli a nebyli tudíž klasifikováni: E. Maserati/L. Fagioli, R. Caracciola, J. Kubíček a Borzacchini s Nuvolarim atd. Pražský amatér Šťastný jedoucí závod na Bugatti T35B, která dříve patřila Miloši Bondymu, havaroval již na počátku závodu v Žebětíně. Najel se svým vozem na dům a auto bylo fatálně poškozeno, ale Šťastný, věren svému jménu, byl zraněn pouze lehce. Hůře dopadl jeho spolujezdec, mechanik Vlček, který měl zlomenu pravou nohu a nějaká vnitřní zranění.
Národní listy ve svém komentáři zmiňují zajímavost, že v roce 1930 zvítězil von Morgen se startovním číslem 28. A nynější vítěz Chiron měl rovněž startovní číslo 28. Chironova taktika, který jel v Brně poprvé, byla označena Lidovými novinami za excelentní. V 1. kole nechal před sebou 5 nebezpečných soupeřů spokojiv se se 6. místem. Po nehodě 3 jezdců v Novém Lískovci předjel "dokonalou virtuozitou jemného technika" i Borzachiniho a usadil v čele, kde jel až do konce závodu.
| Pořadí | St. č. | Jezdec                       | Stáj                       | Značka a typ vozu      | Kola | Čas/stav                                                 | Ztráta          |
| ------ | ------ | ---------------------------- | -------------------------- | ---------------------- | ---- | -------------------------------------------------------- | --------------- |
| 1.     | 28     | Louis Chiron                 | L. Chiron                  | Bugatti T51            | 17   | 4:12:07,46 h                                             |                 |
| 2.     | 34     | Hans Stuck                   | H. Stuck von Villiez       | Mercedes-Benz SSKL     | 17   | 4:26:10,29 h                                             | + 14:02,83 min  |
| 3.     | 10     | H.-J. von Morgen             | Heinrich-Joachim v. Morgen | Bugatti T51            | 17   | 4:30:06,01 h                                             | + 17:58,55 min  |
| 4.     | 8      | Jiří Kristián Lobkowicz      | hrabě J. Lobkowicz         | Bugatti T51            | 17   | 4:33:50,51 h                                             | + 21:43,05 min  |
| DNC    | 12     | Hermann zu Leiningen         | princ H. zu Leiningen      | Bugatti T35C           | 16   | 5:00:06,69 h                                             | více než 45 min |
| DNC    | 44     | hrabě Tivadar Zichy          | hrabě T. Zichy             | Bugatti T35C           | 16   | 5:05:43,65 h                                             | více než 45 min |
| DNC    | 30     | Jan Kubíček                  | J. Kubíček                 | Bugatti T35B           | 16   |                                                          | více než 45 min |
| DNF    | 18     | E. Maserati / L. Fagioli     | Officine Alfieri Maserati  | Maserati 26M (8C 2800) | 15   | náprava a zapalování                                     |                 |
| DNF    | 20     | Rudolf Caracciola            | R. Caracciola              | Mercedes-Benz SSKL     | 11   | poškozený tlumič a potom náraz do stromu v Kohoutovicích |                 |
| DNF    | 4      | B. Borzacchini / T. Nuvolari | Scuderia Ferrari           | Alfa Romeo 8C 2300     | 9    | porucha zapalování                                       |                 |
| DNF    | 24     | Marcel Lehoux                | M. Lehoux                  | Bugatti T51            | 7    | poškozené kolo po nehodě v Pisárkách                     |                 |
| DNF    | 38     | Josef Šťastný                | J. Šťastný                 | Bugatti T35B           | 4    | havárie                                                  |                 |
| DNF    | 36     | Achille Varzi                | A. Varzi                   | Bugatti T51            | 4    | poškození při nárazu                                     |                 |
| DNF    | 16     | Luigi Fagioli                | Officine Alfieri Maserati  | Maserati 26M (8C 2800) | 1    | havárie                                                  |                 |
| DNF    | 2      | Tazio Nuvolari               | Scuderia Ferrari           | Alfa Romeo 8C2300      | 1    | havárie                                                  |                 |
| DNF    | 6      | Eugenio Siena                | Scuderia Ferrari           | Alfa Romeo 8C2300      | 0    | brzdy                                                    |                 |

Poznámka
- DNC... neklasifikovaní jezdci pro překročení časového limitu (max. 45 min za vítězem)
- DNF... neklasifikovaní pro malou ujetou vzdálenostVítězný Louis Chiron po dojetí do cíle (Masarykův okruh 1931)

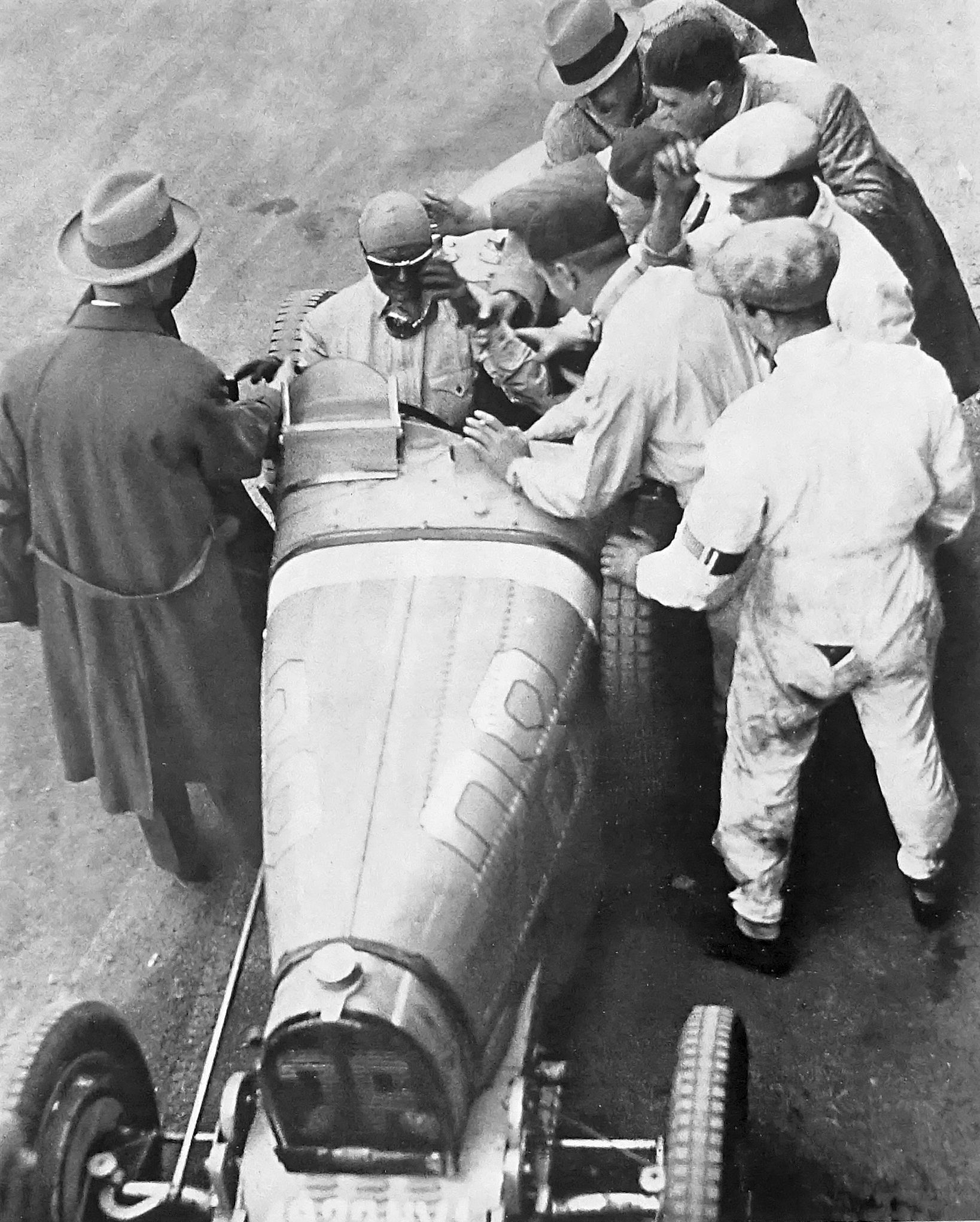
Vítězný Louis Chiron po dojetí do cíle (Masarykův okruh 1931)

### Vozy do 1500 ccm
Pět minut poté, co odstartovala první skupina, bylo 11 vozů skupiny II odmávnuto do závodu na 15 kol (471,130 km). Jejich startovní rošt byl uspořádán podle startovních čísel s Němcem Gerhardem Macherem, který jako jediný v poli jel s bezpečnostní přílbou (DKW RWD, st. č. 50), vedle něj Procházka (Z 13, 52), za nimi Lukáš (Z 13, 54), v řadě tři Sojka (Bugatti T37A, 62) a Schmidt (Bugatti T37A, 66), dále Lewy (70), Valette (76), Loucký (78), Januszkowski (80), Frankl (82) a hrabě Arco-Zinneberg (86).
Na konci prvního kola jeli v čele skupiny II drážďanský Lewy (Bugatti) před Sojkou (Bugatti), Arco-Zinnebergem (Amilcar), ing. Franklem (Bugatti), Schmidtem (Bugatti), Macherem (DKW), Januszkowskim (Bugatti), Valettem (Maserati), Lukášem ( Z), Louckým (Bugatti) a Procházkou (Z). Procházka byl hodně pozadu, protože měl zpožděný start kvůli opravě porouchaného elektrického kabelu. Po prvním kole musel Procházka i Macher zastavit v boxech. V dalších kolech se pořadí na čele často měnilo. Ve třetím kole se vedení dostalo z Lewyho na Frankla, ale ve čtvrtém kole bylo předchozí pořadí obnoveno. Arco-Zinneberg stabilně držel třetí místo před Sojkou, Januskowskim a Schmidtem.  Ve čtvrtém kole měl Arco-Zinneberg štěstí zejména v levé zatáčce po prvním kilometru, kde jeho vůz vyjel ze silnice. Převrátil se, ale dokázal ho zatlačit zpět na dráhu a jel dál.

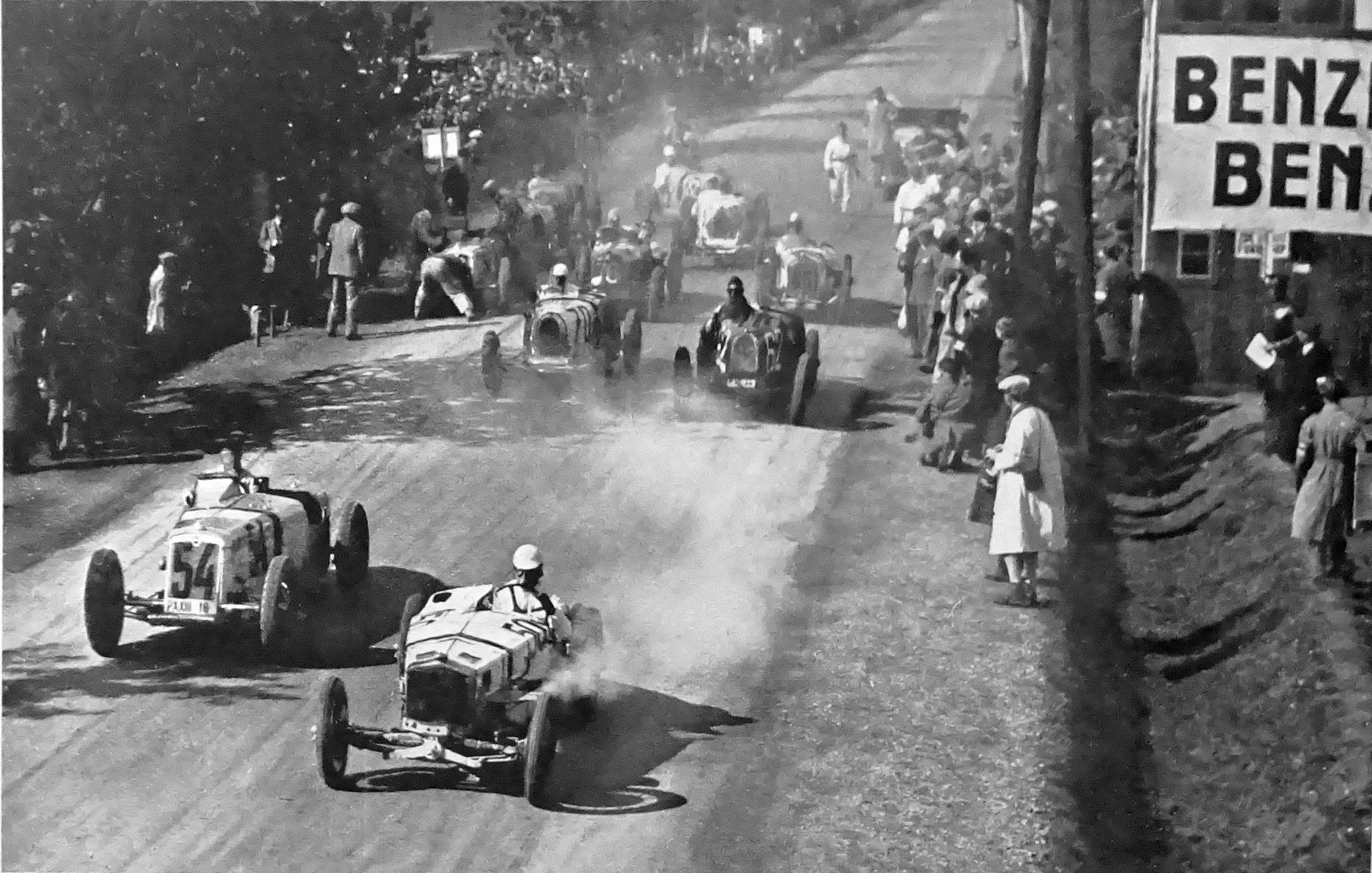
Start vozů do 1500 ccm, Masarykův okruh 1931. V čele st. č. 50 (Gerhard Macher/DKW) před Otto Lukášem na Zbrojovce Z 13 (st. č. 54). Za nimi st. č. 62 (Bruno Sojka/Bugatti T37A) a st. č. 70 Hans Lewy, rovněž na Bugatti T37A. Za nimi se st. č. 66 Florian Schmidt (Bugatti T37A), pozdější vítěz závodu.

V 7. kole slabší kubatury v ostrovačických S-zatáčkách havaroval i Polák Januszkowski. Jako kulečníková koule poletoval mezi patníky zprava doleva, ale nakonec se mu "ping-pongový" vůz podařilo zkrotit, ale musel svůj poškozený vůz odstavit. Procházka vážně poškodil svou Zetku, když narazil do kamenného patníku. V osmém kole se Stuck ze silnější skupiny pokoušel objet Lewyho, který několik kilometrů nedal Stuckovi místo k předjetí. V ostrovačických S-zatáčkách se Stuck srazil s Lewym, který narazil do řady patníků na okraji silnice. Poté, co jich několik vyvrátil, skončil na poli. Diváci mu pomohli vytlačit Bugatti zpět na silnici a Lewy odjel, ale jen do boxů, kde odstoupil s poškozeným řízením. Vedení převzal Florian Schmidt před Franklem, Arco-Zinnebergem, Valettem, Macherem, Sojkou, Louckým a Procházkou.
Až do konce závodu se pořadí na čele již neměnilo, pouze v 10. kole Louckého Bugatti vyjelo z trati, sletělo z vysokého svahu a dopadlo na kola do měkkého pole, kde uvízlo. Přihlížejí diváci se k němu seběhli a snažili se vytlačit vůz zpět na dráhu, ale poškozená bugatka neměla již pomoc diváků zapotřebí.  Macher musel mnohokrát zastavit svůj dvoudobý čtyřválec DKW ve svém boxu, ale nedokázal vyřešit problém s přívodem paliva do předního páru válců. 
V tomto roce byly přihlášeny i tři vozy brněnské Zbrojovky Z 13 s osmipístovými motory M15. Arnošt Procházka (Ernst Prochaska)-Josef Mamula (st. č. 52), Otto Lukáš-Karel Vlašín (st. č. 54) a Antonín Kahle, který se ale na startu pro nemoc neobjevil. Lukáš na Z 13 jel prvních 5 kol na 9. resp. 10. místě, ale v 6. kole naboural v Lískovci pro mechanickou závadu brzd a odpadl. Jiný zdroj uvádí, že to bylo v zatáčce "U lomu" tedy za Kohoutovicemi. Není to podstatné, protože po nehodě musel odstoupit ze závodu. Procházka odstartoval se zpožděním pro potíže s elektrickým kabelem a krátce po startu přetrhl lanka brzdového systému. Vystřídal jej Mamula (jedoucí pak jen na ruční brzdu) a byl v prvních 5 kolech jedenáctý, pak desátý a jak jezdců ubývalo, osmý a sedmý. Odjel však jen 13 kol z požadovaných 15. V posledním zahájeném 14. kole musel Mamula na trati zastavit, protože diváci po dojetí vítěze silnější kategorie Louise Chirona na Bugatti T51 zaplavili trať a nedojel i proto v limitované době. Závod sice Mamula dokončil jako sedmý, ale klasifikován nebyl pro překročení časového limitu.
Po 15 kolech dojel jako první československý jezdec německé národnosti Florian Schmidt z Krnova před Vídeňákem Arco-Zinnebergem (přestože také vymetl příkop), Sojkou, Franklem, Valettem a Macherem. Klasifikováno bylo jen těchto 6 jezdců. Nejrychlejší kolo v závodě zajel Florian Schmidt za 16:46,27 min (104,3 km/h), v celém závodě dosáhl průměrné rychlosti 99,68 km/h. Od pořadatelů získal peněžitou odměnu 15 000 Kč, stříbrnou plaketu a čestnou cenu místopředsedy pořadatelského klubu. Mimo to dostal i 5000 Kč od fy. Petrolea a za nejrychlejší kolo dalších 5000 Kč od fy. Tomáše Bati. Brňan Bruno Sojka obsadil v konečném pořadí 3. místo, rovněž na Bugatti T37A. Sojka obdržel stříbrnou plaketu pořádajícího ČAMS a peněžitou odměnu 5 000 Kč.
Za svoje výkony za rok 1931 obdržel Schmidt zlatý odznak Sportovní komise AKRČs. Spolu s ním byl z automobilistů vyznamenám i Jiří Kristián Lobkowicz, který v Brně dojel v hlavní kategorii čtvrtý. 
| Pořadí | St. č. | Jezdec                   | Stáj                        | Značka a typ vozu          | Motor | Motor | Kola | Čas/stav                        | Ztráta         |
| ------ | ------ | ------------------------ | --------------------------- | -------------------------- | ----- | ----- | ---- | ------------------------------- | -------------- |
| 1.     | 66     | Florian Schmidt          | F. Schmidt                  | Bugatti T37A               | 1,5 l | R-4   | 15   | 4:58:13,05 h                    |                |
| 2.     | 86     | Engelbert Arco-Zinneberg | hrabě E. von Arco-Zinneberg | Amilcar                    | 1,1 l | R-6   | 15   | 5:02:58,32 h                    | + 4:45,27 min  |
| 3.     | 62     | Bruno Sojka              | B. Sojka                    | Bugatti T37A               | 1,5 l | R-4   | 15   | 5:03:36,20 h                    | + 5:23,15 min  |
| 4.     | 82     | Oskar Frankl             | O. Frankl                   | Bugatti T37A               | 1,5 l | R-4   | 15   | 5:08:39,15 h                    | + 10:26,10 min |
| 5.     | 76     | Antonio Valette          | Ruggeri                     | Maserati Tipo 26 (8C-1500) | 1,5 l | R-8   | 15   | 5:10:19,97 h                    | + 12:06,92 min |
| 6.     | 50     | Gerhard Macher           | G. Macher                   | DKW RWD                    | 1,0 l | R-4   | 15   | 5:23:31,24 h                    | + 25:18,19 min |
| DNF    | 52     | E. Procházka / J. Mamula | E. Procházka                | Z 13                       | 1,5 l | R-8   | 13   | 5:24:13,00 h, mechanická závada |                |
| DNF    | 78     | Vladimír Loucký          | V. Loucký                   | Bugatti T37A               | 1,5 l | R-4   | 9    | havárie                         |                |
| DNF    | 80     | Anton Januszkowski       | A. Januszkowski             | Bugatti T37A               | 1,5 l | R-4   | 6    | havárie                         |                |
| DNF    | 70     | Hans Lewy                | H. Lewy                     | Bugatti T37A               | 1,5 l | R-4   | 6    | havárie, poškozené řízení       |                |
| DNF    | 54     | Otto Lukáš               | Zbrojovka                   | Z 13                       | 1,5 l | R-8   | 5    | mechanické                      |                |